# 絕地要塞

原始的九人職業模組

藍隊攻擊紅隊的場景

《絕地要塞》，是維爾福開發的一個團隊作戰型線上多人第一人稱射擊遊戲，是雷神之錘所做的Team Fortress模組重製版，採用Valve的GoldSrc引擎。絕地要塞一開始是在1999年4月7日發行在Microsoft Windows上作為一款免費的戰慄時空系列遊戲。

## 職業
- 斥侯兵 血量為75  護甲為50 。武器為機關槍，近戰武器為鐵橇，移動速度是全兵種最快的，較為適用於搶旗。
- 狙擊手 血量為90  護甲為50 。武器為單發狙擊槍與連發步槍，近戰武器為鐵橇，適用於遠方掩護衝方的隊友與給敵人致命一擊。
- 火筒兵 血量為100 護甲為200。武器為火箭筒，近戰武器為鐵橇，適用於衝鋒與攻擊敵方防衛設施(工程師的機槍碉堡)。
- 榴彈兵 血量為90  護甲為120。武器為自動引爆榴彈砲與手動引爆榴彈砲，近戰武器鐵橇，適用於一次殲滅敵人的重要角色。
- 醫護兵 血量為90  護甲為100。武器為衝鋒槍，近戰武器為醫護包，適用於擅長醫護血量過低的隊友，使其讓血量加升至150而慢慢下降至角色原本的血量。
- 重裝兵 血量為100 護甲為300。武器為重型加特林機槍，近戰武器為鐵橇，移動速度是全兵種最慢的，適用於承受大量傷害。
- 火焰兵 血量為100 護甲為150。武器為火焰槍與火焰火箭筒，近戰武器為鐵橇，被火焰兵攻擊到會使其著火，但可下水使火焰澆滅。
- 間諜   血量為90  護甲為100。武器為消音麻醉手槍，近戰武器為刀子，擅長裝死擾亂敵人。
- 工程師 血量為80  護甲為50 。武器為光束雷射手槍，土工器具為板手，適用於建築防衛設施與補給彈箱(可使其隊友獲得護甲量與彈藥量)。

## 外部連結
- 絕地要塞專賣店頁面 （页面存档备份，存于）